# Puchar Polski (okręg Bydgoszcz) w piłce nożnej mężczyzn (2021/2022)
W sezonie 2021/2022 Puchar Polski na szczeblu okręgowym w okręgu Bydgoszcz składał się z 4 rund, w których wzięły udział zespoły z okręgu bydgoskiego. Rozgrywki miały na celu wyłonienie 8 uczestników szczebla regionalnego woj. kujawsko-pomorskiego.

## Uczestnicy
| III liga                            | IV liga | klasa okręgowa | klasa A | klasa B | drużyny nieligowe                                              |
| ----------------------------------- | --- | --- | --- | --- | -------------------------------------------------------------- |
| - Unia Janikowo - Zawisza Bydgoszcz | - Wda Świecie - BKS Bydgoszcz - Start Pruszcz - Notecianka Pakość - Sportis Łochowo - Unia Gniewkowo - Pogoń Mogilno - Chemik Bydgoszcz - Cuiavia Inowrocław - Unia Solec Kujawski | - Noteć Łabiszyn - Krajna Sępólno Krajeńskie - Pomorzanin Serock - Gopło Kruszwica - LKS Dąbrowa Chełmińska - Piast Kołodziejewo - Rawys Raciąż - Pogoń II Mogilno - Polonia Bydgoszcz - Victoria Koronowo - Start Warlubie - Noteć Inowrocław | - Wisła Fordon - Victoria Niemcz - GLKS Dobrcz - Fala Świekatowo - Grom Osie - Dąb Bąkowo/Dąbrowa Biskupia - Unia II Solec Kujawski - Noteć Gębice - Pałuczanka Żnin - Goplania Inowrocław - Tucholanka Tuchola - Zryw Wielki Lubień - Kujawy Markowice - BOSiR Barcin - Spójnia Białe Błota - Wisła Gruczno | - Tor Laskowice Pomorskie - Łokietek Wierzchucin Królewski - LZS Wałdowo - Tęcza Wiąg - Gwiazda Bukowiec - Sparta Janowiec Wielkopolski - Orzeł Kcynia - Gryf Sicienko - Sokół Nowy Dwór - Czarni Lniano - Orłowianka Orłowo - Kolorowi Krusza Zamkowa - Kujawskie Pogranicze Jeziora Wielkie - Orzeł Przyłęki - Olimpia Dąbrowa - Dąb Potulice - Burza Nowa Wieś Wielka - Kujawianka Strzelno - Unia II Janikowo - Promień Szczepanowo - Zagłębie Piechcin - Unia Leszcze - Tarant Wójcin - Tarpan Mrocza - Noteć II Łabiszyn - Czarni Nakło nad Notecią - Fuks Wielowicz - Myśliwiec Gostycyn - Zieloni Zalesie - Hutnik Tur - Cukrownik Tuczno - Amator Bydgoszcz - Olimpia Wtelno - Pomorzanin II Serock | - Sędziowie K-PZPN Bydgoszcz - ADP Bydgoszcz - Orzeł Bydgoszcz |

## I runda
Mecze I rundy miały miejsce 7, 8 i 12 sierpnia 2021 roku. Wisła Fordon otrzymała wolny los.
| 7 sierpnia 2021 | GLKS Dobrcz | 6:2   | Fala Świekatowo                                   |  |
| 11:00           | 16' Patryk Błażejewicz · 34' Paweł Dudzik · 38' Robert Rydzyński · 72' Oskar Sapa · 88' Przemysław Janiszewski · 90' Patryk Tomaszewski | (3:1) | 32' Mateusz Chruszczewski · 70' Maciej Kwasigroch |  |

| 7 sierpnia 2021 | Kujawy Markowice                        | 2:3 (pd.) | BOSiR Barcin                                                      |  |
| 15:00           | 35' Szymon Pamfil · 120' Piotr Strzelec | (1:0)     | 73' Marcin Tarnowski · 98' Radosław Mróz · 103' Daniel Nowakowski |  |

| 7 sierpnia 2021 | Orzeł Bydgoszcz | 0:17  | Wisła Gruczno |  |
| 15:00           |                 | (0:5) | 17' Przemysław Przesmycki · 18', 27' Mateusz Ziemniewski · 34', 54', 56', 65', 90' Mikołaj Sobczak · 36' Jakub Przesmycki · 55' Kajetan Stasiak · 69' Dawid Waśkowski · 73', 74', 85' Borys Modracki · 76', 84', 89' Radosław Przesmycki |  |

| 7 sierpnia 2021 | Łokietek Wierzchucin Królewski | 1:2   | LZS Wałdowo                            |  |
| 16:00           | 47' Rafał Styrcz               | (0:0) | 48' Kamil Twardy · 77' Dawid Chylewski |  |

| 7 sierpnia 2021 | Czarni Lniano    | 1:3   | Grom Osie                                                        |  |
| 16:00           | 42' Patryk Linda | (1:2) | 34' Adam Kolmajer · 38' Patryk Szymecki · 51' Kamil Fandrejewski |  |

| 7 sierpnia 2021 | ADP Bydgoszcz                               | 3:0   | Orzeł Przyłęki |  |
| 16:00           | 44', 90' Dawid Nadolski · 81' Karol Langner | (1:0) |                |  |

| 7 sierpnia 2021 | Burza Nowa Wieś Wielka | 0:3 (wo.) | Goplania Inowrocław |  |
| 16:00           |                        |           |                     |  |

| 7 sierpnia 2021 | Kujawianka Strzelno                                                                      | 4:0   | Unia II Janikowo |  |
| 16:00           | 12' Piotr Konieczka · 19' Dawid Dembinski · 66' Wiktor Kinowski · 79' Radosław Konieczka | (2:0) |                  |  |

| 7 sierpnia 2021 | Tor Laskowice Pomorskie | 1:2   | Victoria Niemcz           |  |
| 17:00           | 67' Paweł Frencel       | (0:0) | 80', 89' Adrian Słowiński |  |

| 7 sierpnia 2021 | Gryf Sicienko | 9:2   | Sokół Nowy Dwór                              |  |
| 17:00           | 4', 45', 53', 74' Arkadiusz Woźniak · 30', 67' Arkadiusz Dąbrowski · 35' Paweł Perczyński · 61' Damian Daroń · 69' Maciej Lewicki | (4:1) | 41' Szymon Puchrowicz · 83' Fabian Wojtyszyn |  |

| 7 sierpnia 2021 | Kolorowi Krusza Zamkowa                      | 2:1   | Kujawskie Pogranicze Jeziora Wielkie |  |
| 17:00           | 44' Norbert Nawrocki · 89' Maciej Skowroński | (1:0) | 85' Michał Szykowny                  |  |

| 7 sierpnia 2021 | Dąb Potulice              | 2:1 (pd.) | Pałuczanka Żnin    |  |
| 17:00           | 11', 92' Denis Piotrowski | (1:1)     | 36' Paweł Polaczek |  |

| 7 sierpnia 2021 | Promień Szczepanowo                             | 3:1   | Zagłębie Piechcin      |  |
| 17:00           | 72', 90' Bartosz Sarnowski · 88' Piotr Nadzieja | (0:1) | 35' Daniel Stankiewicz |  |

| 7 sierpnia 2021 | Tucholanka Tuchola | 7:0   | Zryw Wielki Lubień |  |
| 17:00           | 49', 75' Łukasz Giłka · 54' Krzysztof Budzyński · 65', 87' Patryk Nitka · 73' (sam.) Piotr Piechocki · 82' Szymon Reda | (0:0) |                    |  |

| 8 sierpnia 2021 | Olimpia Dąbrowa | 0:5   | Noteć Gębice                                                                                  |  |
| 10:30           |                 | (0:2) | 20' Dominik Jelonek · 29', 51' Marcin Jaroszewski · 75' Martin Nowicki · 90' Dominik Michalak |  |

| 8 sierpnia 2021 | Sparta Janowiec Wielkopolski                                      | 3:4   | Orzeł Kcynia                                                       |  |
| 11:00           | 8' Michał Walinciak · 57' Adrian Świtała · 75' Miłosz Maciejewski | (1:2) | 12' Patryk Pokrzywiński · 36', 84' Miłosz Wąs · 72' Miłosz Woźniak |  |

| 8 sierpnia 2021 | Unia Leszcze                                                                                            | 7:1   | Tarant Wójcin        |  |
| 11:00           | 5' Mateusz Radkowski · 10', 55', 65' Seweryn Hełminiak · 33' Piotr Markowski · 66', 90' Damian Sikorski | (3:0) | 80' Mateusz Cymerman |  |

| 8 sierpnia 2021 | Tarpan Mrocza                          | 2:1   | Spójnia Białe Błota    |  |
| 11:00           | 68' Hubert Pawlak · 69' Mateusz Łuczak | (0:0) | 75' Mateusz Włodarczyk |  |

| 8 sierpnia 2021 | Fuks Wielowicz                                                                | 4:1   | Myśliwiec Gostycyn |  |
| 11:00           | 35', 47' Damian Koniszewski · 58' Bartosz Kuligowski · 86' Dawid Krzeczkowski | (1:1) | 18' Mateusz Weyna  |  |

| 8 sierpnia 2021 | Zieloni Zalesie                                  | 4:0   | Hutnik Tur |  |
| 11:00           | 39', 80', 87' Sławomir Bereit · 56' Marcin Sojka | (1:0) |            |  |

| 8 sierpnia 2021 | Cukrownik Tuczno | 16:0 (wo.) | Amator Bydgoszcz |  |
| 13:00           |                  |            |                  |  |

| 8 sierpnia 2021 | Orłowianka Orłowo                                     | 3:4 (pd.) | Dąb Bąkowo/Dąbrowa Biskupia                                           |  |
| 15:00           | 16', 69' Jakub Pawlaczyk · 61' Bartłomiej Jędrzejczak | (1:2)     | 11', 36' Artur Zaborowski · 67' Dawid Markowski · 114' Jakub Łabędzki |  |

| 8 sierpnia 2021 | Noteć II Łabiszyn     | 2:4   | Czarni Nakło nad Notecią                                               |  |
| 15:00           | 10', 90' Marcin Bizoń | (1:1) | 39' Wojciech Sarnecki · 51' Damian Kokowski · 65', 70' Jakub Kościesza |  |

| 8 sierpnia 2021 | Olimpia Wtelno      | 1:2   | Pomorzanin II Serock                   |  |
| 17:00           | 24' Dawid Krzynowek | (1:2) | 23' Maciej Zadworny · 26' Mateusz Russ |  |

| 8 sierpnia 2021 | Tęcza Wiąg                                                       | 3:2   | Gwiazda Bukowiec           |  |
| 18:00           | 27' Jakub Kminikowski · 53' Bartosz Kreja · 54' Mateusz Szymecki | (1:0) | 66', 69' Damian Ejankowski |  |

| 12 sierpnia 2021 | Unia II Solec Kujawski | 1:4   | Sędziowie K-PZPN Bydgoszcz                            |  |
| 18:00            | 41' Paweł Ziółkowski   | (1:1) | 32', 64' Michał Sander · 75', 77' Krzysztof Ulatowski |  |

## II runda
Mecze II rundy odbyły się 25 i 31 sierpnia oraz 1 i 8 września 2021 roku. Wisła Gruczno otrzymała wolny los.
| 25 sierpnia 2021 | Sędziowie K-PZPN Bydgoszcz                          | 2:0   | LKS Dąbrowa Chełmińska |  |
| 18:00            | 20' Szymon Szczepkowski · 74' (sam.) Szymon Struski | (1:0) |                        |  |

| 25 sierpnia 2021 | Kujawianka Strzelno | 0:2   | Pogoń Mogilno                                |  |
| 18:00            |                     | (0:0) | 70' Antoni Krajnyk · 86' Krzysztof Chojnacki |  |

| 31 sierpnia 2021 | Grom Osie              | 1:4   | Pomorzanin Serock                                                 |  |
| 18:00            | 75' Waldemar Polkowski | (0:1) | 36' Robert Bross · 48' Mikołaj Porożyński · 74', 89' Marcin Szulc |  |

| 31 sierpnia 2021 | Czarni Nakło nad Notecią | 2:8   | Polonia Bydgoszcz |  |
| 19:30            | 29', 76' Daniel Kulczyk  | (1:4) | 11', 69' Szymon Dusza · 13' Jakub Kościecha · 40' Jakub Koźbiał · 44' Kacper Lewandowicz · 47' Kamil Nytko · 60', 89' Hubert Raczkowiak |  |

| 1 września 2021 | LZS Wałdowo           | 1:7   | BKS Bydgoszcz                                                                                          |  |
| 17:00           | 26' Sławomir Walaszek | (1:1) | 20', 52', 68' Łukasz Burkiewicz · 63' Oskar Januszewski · 70', 75' Łukasz Chruścicki · 78' Jakub Nowak |  |

| 1 września 2021 | Tęcza Wiąg        | 1:8   | Start Pruszcz |  |
| 17:00           | 43' Mateusz Minga | (1:5) | 10' (sam.) Jakub Kminikowski · 19', 45', 53', 70' Jakub Mizdalski · 32' Marcin Gaca · 33' Jakub Krukowski · 60' Kacper Sapa |  |

| 1 września 2021 | Noteć Gębice                                                                           | 5:0   | Piast Kołodziejewo |  |
| 17:00           | 40' Karol Sroka · 49', 87' Dominik Jelonek · 85' Kajetan Kołacki · 90' Wiktor Owsiński | (1:0) |                    |  |

| 1 września 2021 | Dąb Potulice | 0:3   | Sportis Łochowo                              |  |
| 17:00           |              | (0:3) | 27', 40' Marcin Krzywicki · 42' Igor Kondrat |  |

| 1 września 2021 | Goplania Inowrocław | 0:2 (pd.) | Unia Gniewkowo                |  |
| 17:00           |                     | (0:0)     | 100', 115' Radosław Kłosowski |  |

| 1 września 2021 | Zieloni Zalesie                                                     | 4:5   | Cukrownik Tuczno                                                                            |  |
| 17:15           | 28', 55' Mateusz Sojka · 60' Arkadiusz Wojtczak · 90' Rafał Grzelak | (1:3) | 14' Bartłomiej Bednarek · 18' Tomasz Kaszubski · 21', 70' Mateusz Madej · 47' Mikołaj Czaja |  |

| 1 września 2021 | Orzeł Kcynia       | 1:7   | Noteć Łabiszyn |  |
| 17:30           | 32' Miłosz Woźniak | (1:4) | 1', 69' Piotr Ziółkowski · 10' (sam.) Maciej Grześkowiak · 21' Łukasz Kotlarek · 43', 87' Łukasz Retlewski · 65' Remigiusz Wisz |  |

| 1 września 2021 | ADP Bydgoszcz | 0:5   | GLKS Dobrcz                                                                                  |  |
| 17:30           |               | (0:1) | 7' Kamil Muszyński · 49', 62' Artur Brzeziński · 63' Marek Majewski · 72' Łukasz Jaruszewski |  |

| 1 września 2021 | Dąb Bąkowo/Dąbrowa Biskupia | 0:4   | Gopło Kruszwica                                         |  |
| 17:30           |                             | (0:3) | 20', 40', 44' Michał Kruszczyński · 84' Kevin Piekarski |  |

| 1 września 2021 | Unia Leszcze | 0:10  | Cuiavia Inowrocław |  |
| 17:30           |              | (0:3) | 14', 72' Aleksander Łubkowski · 34' Błażej Wyrkowski · 45' Oliwier Karaszewski · 49', 70', 90' Jakub Nowakowski · 80' Dawid Deresiewicz · 82' Patryk Kozłowski · 84' Caio Cezar |  |

| 1 września 2021 | Tucholanka Tuchola                                        | 4:0   | Rawys Raciąż |  |
| 17:30           | 5', 32', 72' Arkadiusz Hoffmann · 27' Krzysztof Budzyński | (3:0) |              |  |

| 1 września 2021 | BOSiR Barcin                                                               | 4:2   | Pogoń II Mogilno                             |  |
| 17:30           | 71', 83' Miłosz Dziurzyński · 85' Daniel Nowakowski · 90' Hubert Ciszewski | (0:1) | 19' Stanisław Ciejek · 74' Mikołaj Chęciński |  |

| 1 września 2021 | Tarpan Mrocza                              | 2:1   | Unia Solec Kujawski     |  |
| 17:30           | 12' Patryk Jarantowicz · 57' Hubert Pawlak | (1:1) | 18' Arkadiusz Piskorski |  |

| 1 września 2021 | Gryf Sicienko                                                                                    | 4:5   | Krajna Sępólno Krajeńskie                                                    |  |
| 18:00           | 37' Tomasz Zaborowski · 59' Radosław Zakrzewski · 69' Arkadiusz Dąbrowski · 89' Paweł Perczyński | (1:2) | 42' Mikołaj Szydeł · 43' Sławomir Suchomski · 48', 54', 75' Maciej Kaczmarek |  |

| 1 września 2021 | Fuks Wielowicz | 0:2   | Victoria Koronowo                             |  |
| 18:00           |                | (0:0) | 59' Paweł Brzeziński · 77' Damian Szczukowski |  |

| 1 września 2021 | Pomorzanin II Serock | 0:9   | Start Warlubie |  |
| 18:00           |                      | (0:5) | 8', 44' Dominik Armatowski · 29', 31', 43' Jakub Lewandowski · 67' Jakub Bollin · 84' Bartosz Bojanowski · 87', 89' Maciej Śliwiński |  |

| 1 września 2021 | Wisła Fordon                                       | 4:3   | Noteć Inowrocław                                                |  |
| 19:00           | 59', 62', 78' Łukasz Stasiak · 90' Michał Szeremet | (0:2) | 31' Sebastian Basiński · 37' Oskar Białek · 79' Kamil Madajczyk |  |

| 1 września 2021 | Victoria Niemcz | 0:10  | Wda Świecie |  |
| 20:30           |                 | (0:5) | 3' Daniel Widz · 9', 16', 83' Bartosz Czerwiński · 23', 25' Gabriel Palito · 54', 80' Oskar Graczyk · 66' Jacek Kułakowski · 75' Adrian Gackowski |  |

| 8 września 2021 | Kolorowi Krusza Zamkowa | 0:9   | Notecianka Pakość                                                                                                   |  |
| 17:00           |                         | (0:5) | 7', 14' Mateusz Gryglewicz · 22' (41) Kacper Mozgawa · 24' Dominik Smaruj · 66', 70' Michał Szot · 73' Patryk Nowak |  |

| 8 września 2021 | Promień Szczepanowo | 0:8   | Chemik Bydgoszcz |  |
| 17:00           |                     | (0:3) | 27' Gabriel Pieczyński · 28', 33' Maciej Sobczyk · 55', 63' Konrad Klatecki · 57' Jakub Czesiński · 86' Grzegorz Adamski · 88' Paweł Woźny |  |

## III runda
Mecze III rundy miały miejsce 21, 22, 28 i 29 września 2021 roku. Od tej rundy do rozgrywek przystąpiły Unia Janikowo i Zawisza Bydgoszcz, natomiast wolny los otrzymał Start Pruszcz.
| 21 września 2021 | Sędziowie K-PZPN Bydgoszcz | 7:1   | Cukrownik Tuczno      |  |
| 16:30            | 20' Michał Sander · 28' Igor Weiner · 45', 80' Mateusz Onysk · 52' Krzysztof Ulatowski · 69' Szymon Bąkowski · 89' Wiktor Weiner | (3:0) | 87' Dariusz Pacholski |  |

| 22 września 2021 | Pomorzanin Serock | 0:3   | Sportis Łochowo                                                     |  |
| 16:30            |                   | (0:1) | 28' Mateusz Zbiranek · 77' Aleksandr Szpilewskij · 82' Hubert Nowak |  |

| 28 września 2021 | Noteć Gębice        | 1:3   | Unia Janikowo                                                       |  |
| 16:30            | 68' Kajetan Kolacki | (0:0) | 79' Patryk Urbański · 86' Gracjan Goździk · 87' Przemysław Kędziora |  |

| 28 września 2021 | Krajna Sępólno Krajeńskie   | 2:4   | Wda Świecie                                                                          |  |
| 17:00            | 18', 87' Bartosz Burkiewicz | (1:2) | 16' Oskar Graczyk · 41' Gabriel Palito · 84' Jakub Ratkowski · 90' Karol Maliszewski |  |

| 28 września 2021 | Noteć Łabiszyn                                        | 4:1   | BKS Bydgoszcz   |  |
| 17:00            | 42', 48', 52' Piotr Ziółkowski · 83' Marcin Słowiński | (1:0) | 90' Paweł Dąbek |  |

| 29 września 2021 | Unia Gniewkowo                       | 2:3   | Notecianka Pakość                                  |  |
| 15:30            | 7' Mateusz Balik · 74' Oskar Kryszak | (1:1) | 39', 87' Przemysław Swojnóg · 49' Borys Skowroński |  |

| 29 września 2021 | Tarpan Mrocza         | 1:0   | Polonia Bydgoszcz |  |
| 15:45            | 21' Szymon Kłodziński | (1:0) |                   |  |

| 29 września 2021 | Tucholanka Tuchola                                 | 3:0   | Wisła Gruczno |  |
| 16:00            | 61', 62' Krzysztof Budzyński · 82' Mateusz Materac | (0:0) |               |  |

| 29 września 2021 | Gopło Kruszwica | 0:2   | Zawisza Bydgoszcz                     |  |
| 16:30            |                 | (0:1) | 37' Maciej Koziara · 89' Kamil Żylski |  |

| 29 września 2021 | Victoria Koronowo                                     | 2:4 (pd.) | Start Warlubie                                                                               |  |
| 16:30            | 70' Damian Szczukowski · 90' Łukasz Dziedzic-Kamiński | (0:1)     | 28' Jakub Bollin · 60' Mikołaj Kuczmiński · 103' Dominik Armatowski · 103' Jakub Lewandowski |  |

| 29 września 2021 | GLKS Dobrcz | 0:1 | Wisła Fordon |  |
| 17:00            |             |     | ?' ?         |  |

| 29 września 2021 | BOSiR Barcin | 0:6   | Pogoń Mogilno |  |
| 17:30            |              | (0:2) | 10' Piotr Mroziński · 32' Oliwer Dolinger · 56' Maciej Sieradzki · 77' Krzysztof Chojnacki · 82' Filip Jagielski · 88' Jay Jaskólski |  |

| 29 września 2021 | Chemik Bydgoszcz                                         | 4:4 k. 4:3    | Cuiavia Inowrocław                                         |  |
| 18:30            | 29', 54', 93' Patryk Perliński · 119' Marcel Strzyżewski | (1:1, k. 4:3) | 16', 84', 105' Błażej Wyrkowski · 115' Mateusz Brzóstowski |  |

## IV runda
IV runda była ostatnią rundą na szczeblu OPP Bydgoszcz. 8 zespołów (6 zwycięzców w tej rundzie oraz 2 drużyny, które otrzymały wolny los - Chemik Bydgoszcz i Sportis Łochowo) uzyskały prawo do gry na szczeblu regionalnym województwa kujawsko-pomorskiego. Mecze odbyły się 12 i 13 października 2021 roku.
| 12 października 2021 | Tucholanka Tuchola     | 1:2   | Wda Świecie            |  |
| 15:00                | 51' Arkadiusz Hoffmann | (0:2) | 9', 40' Gabriel Palito |  |

| 12 października 2021 | Sędziowie K-PZPN Bydgoszcz | 1:3 (pd.) | Tarpan Mrocza                                                  |  |
| 15:30                | 51' Wiktor Weiner          | (0:0)     | 85' Bartosz Stoppel · 103' Marcin Napierała · 119' Paweł Kanik |  |

| 12 października 2021 | Noteć Łabiszyn       | 1:4   | Pogoń Mogilno                                     |  |
| 17:00                | 46' Piotr Ziółkowski | (0:3) | 16', 17' Filip Śliwiński · 20', 83' Jay Jaskólski |  |

| 13 października 2021 | Notecianka Pakość | 0:1   | Unia Janikowo       |  |
| 15:00                |                   | (0:0) | 82' Damian Zagórski |  |

| 13 października 2021 | Start Warlubie        | 2:4   | Zawisza Bydgoszcz                                                                              |  |
| 15:00                | 28', 48' Jakub Bollin | (1:4) | 3' Ariel Jastrzembski · 16' Wojciech Mielcarek · 25' Robert Tunkiewicz · 44' Sebastian Weremko |  |

| 13 października 2021 | Wisła Fordon       | 1:7   | Start Pruszcz                                                                    |  |
| 15:00                | 75' Łukasz Stasiak | (0:1) | 41' Marcin Wanat · 47', 72', 81', 86' Olaf Wójtowicz · 74', 77' Maciej Górzyński |  |